# Flensborghus

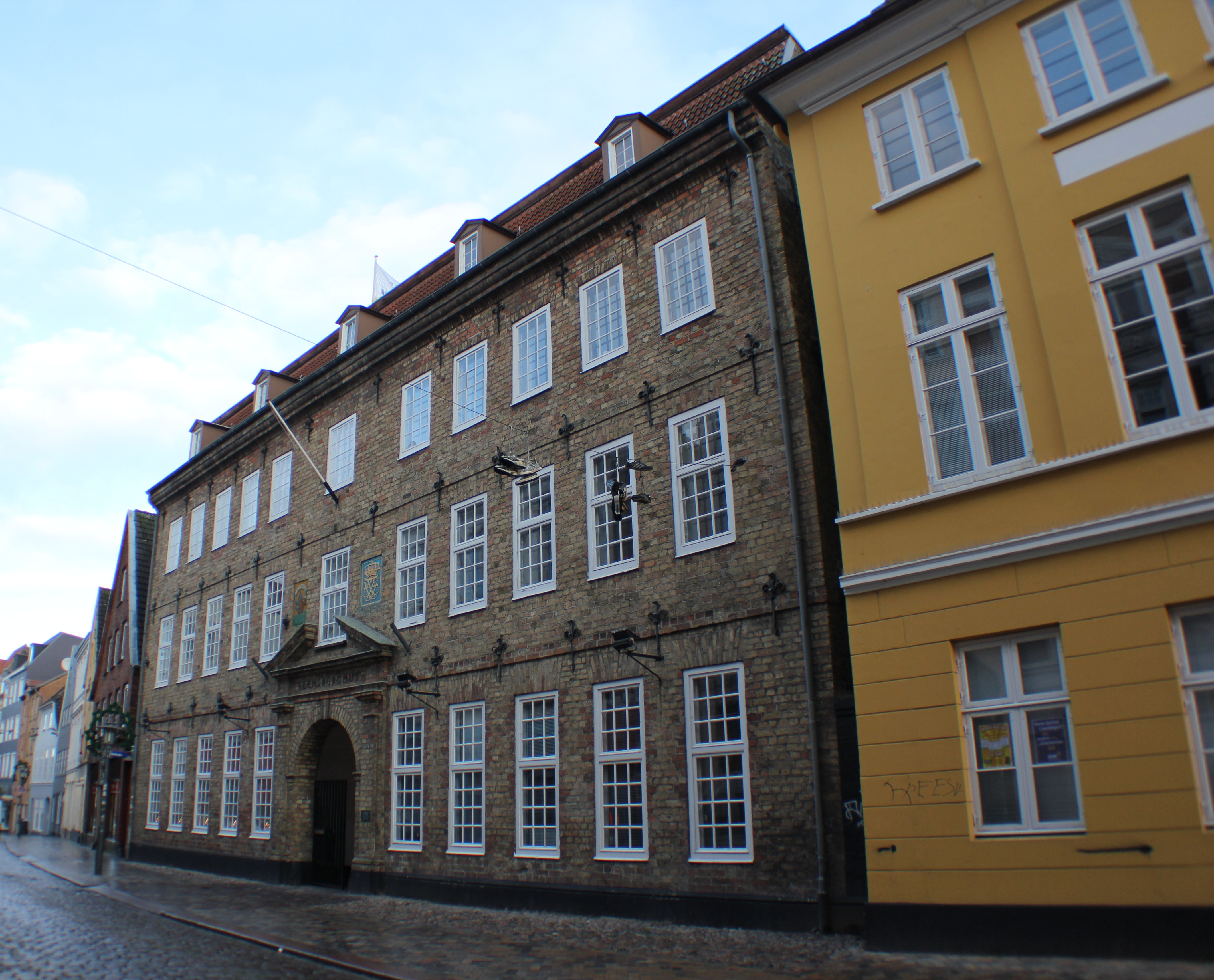
Flensborghus in der Norderstraße

Das Flensborghus in der Norderstraße 76 in Flensburg ist ein ehemaliges, 1725 fertiggestelltes Waisenhaus, das der dänischen Minderheit nach der Volksabstimmung 1920 in Schleswig als Kultur- und Versammlungshaus dient. Es ist Sitz des Südschleswigschen Vereins (SSF) und der Dänischen Jugendorganisationen in Südschleswig (SdU), des Landesverbandes des Südschleswigschen Wählerverbandes (SSW) und der Föderalistischen Union Europäischer Nationalitäten (FUEN).

## Geschichte
Der Maurermeister Johann Christian Haedel baute das Gebäude 1724/25 nach dem Vorbild des Waisenhauses Franckesche Stiftungen in Halle an der Saale. Das Baumaterial stammt zum großen Teil aus den Steinen der Duburg, die der dänische König Friedrich IV. zu dieser Zeit abbrechen ließ. Die Funktion als städtisches Waisenhaus – zu Baubeginn das erste außerhalb Kopenhagens – behielt das Gebäude in Teilen bis 1813. Für damalige Verhältnisse galt das Waisenhaus, in dem nicht mehr als 50 Kinder wohnten, als überproportioniert. In späteren Jahren diente das Haus als Arbeits- und Zuchthaus, als Kaserne (1760–1894) und als Hotel- und Gaststättenbetrieb; zuletzt trug es den Namen Hotel Nordischer Hof. 1921 kaufte der dänische Kulturverein Grænseforeningen das Haus und richtete dort ein Kulturzentrum ein.

## Besonderheiten am Bau
Sehenswert ist die Wappentafel mit dem Stadtwappen Flensburgs und dem Schriftzug „Gott allein die Ehre“ am Gebäude, die mit dem Bau des Gebäudes eingesetzt wurde. Neben dieser befindet sich eine zweite Tafel mit dem Monogramm von Frederik IV. Im Tordurchgang in der Mitte des Gebäudes wurden im 20. Jahrhundert, nach der Übernahme durch die dänische Minderheit, dänischsprachige Balkeninschriften hinzugefügt. Das Innere wurde mit alten Gemälden ausgestaltet (Gemäldesammlung).

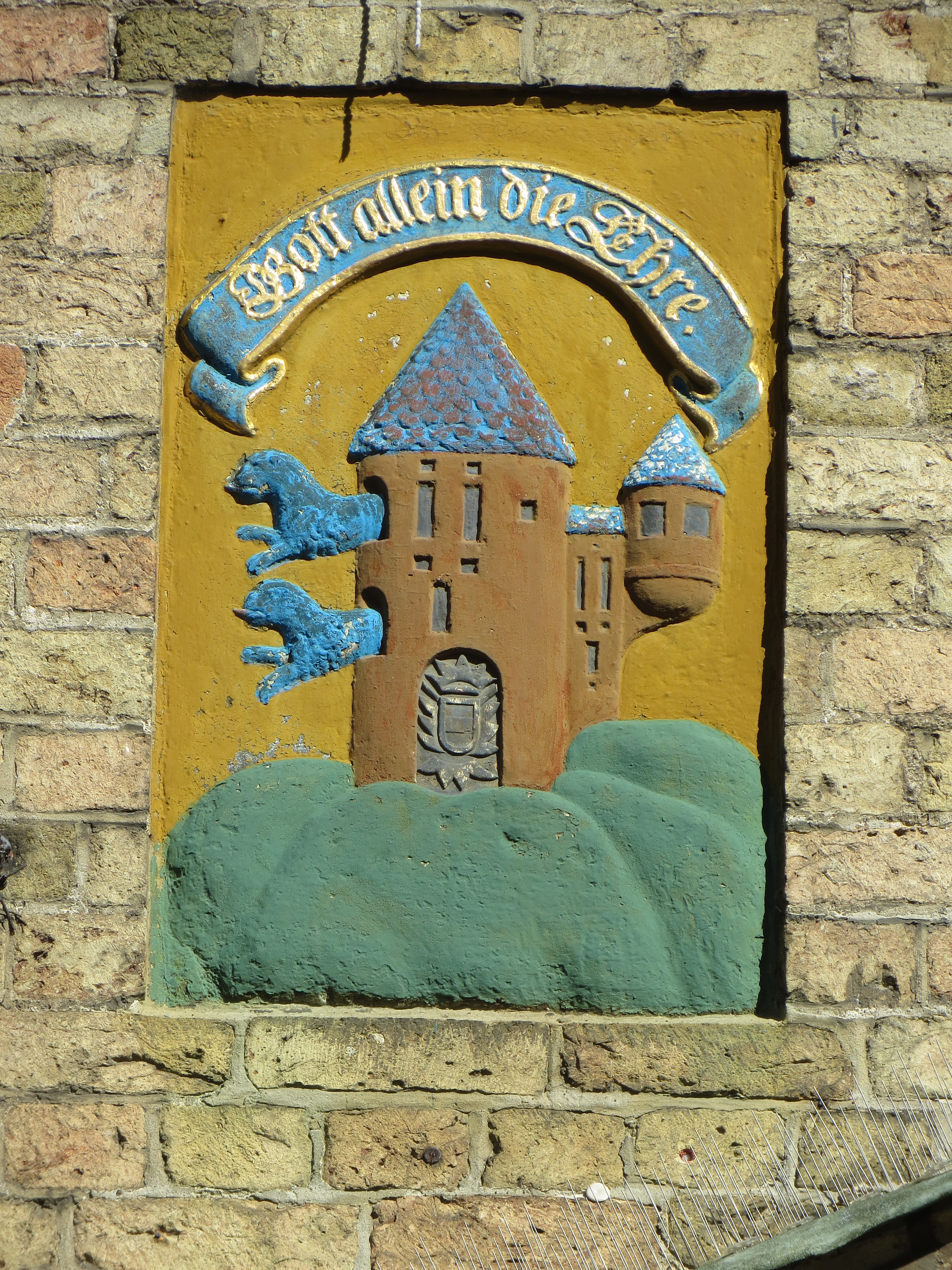
Altes Wappen der Stadt Flensburg
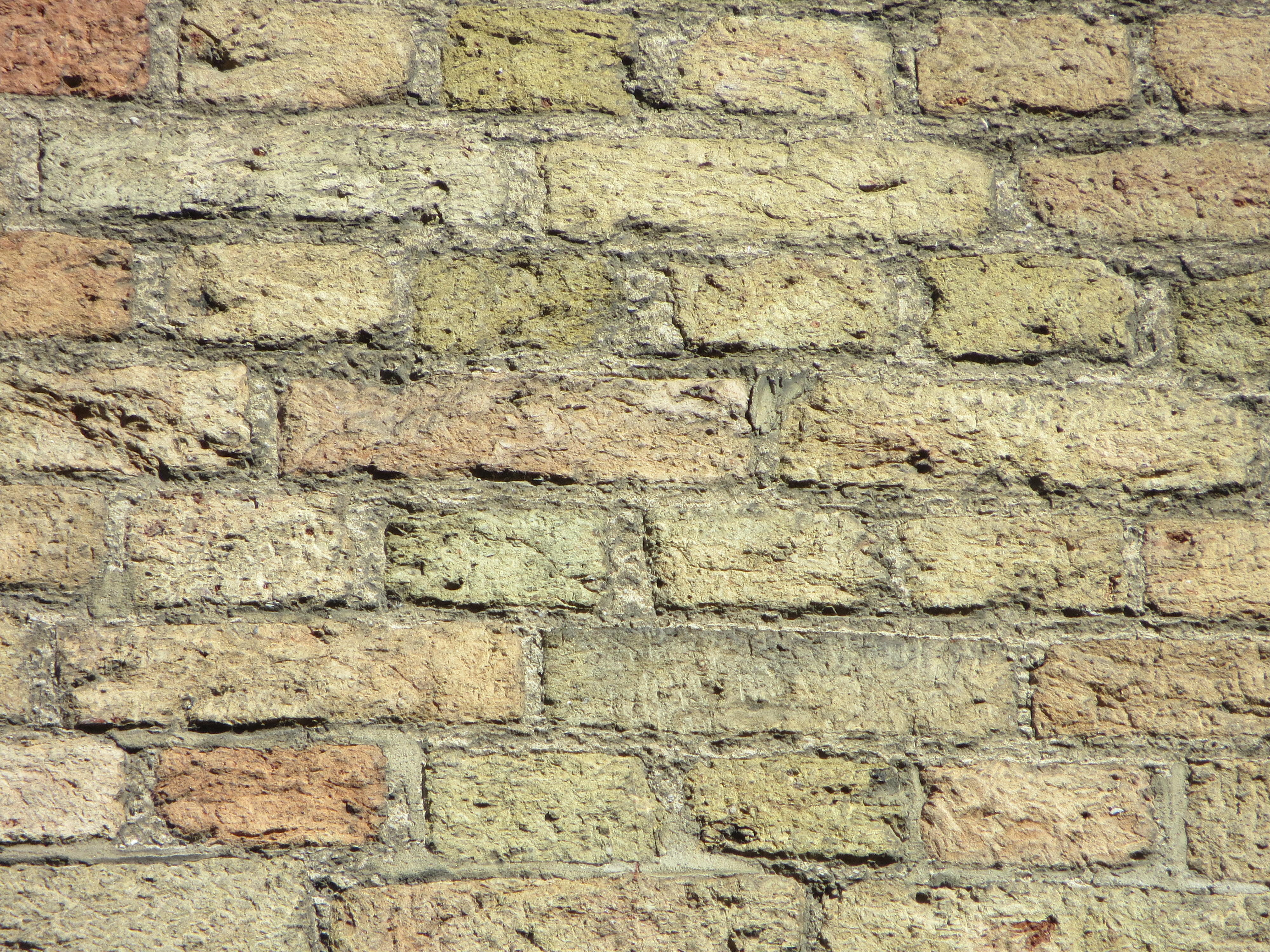
Das Mauerwerk aus den Steinen der Duburg.
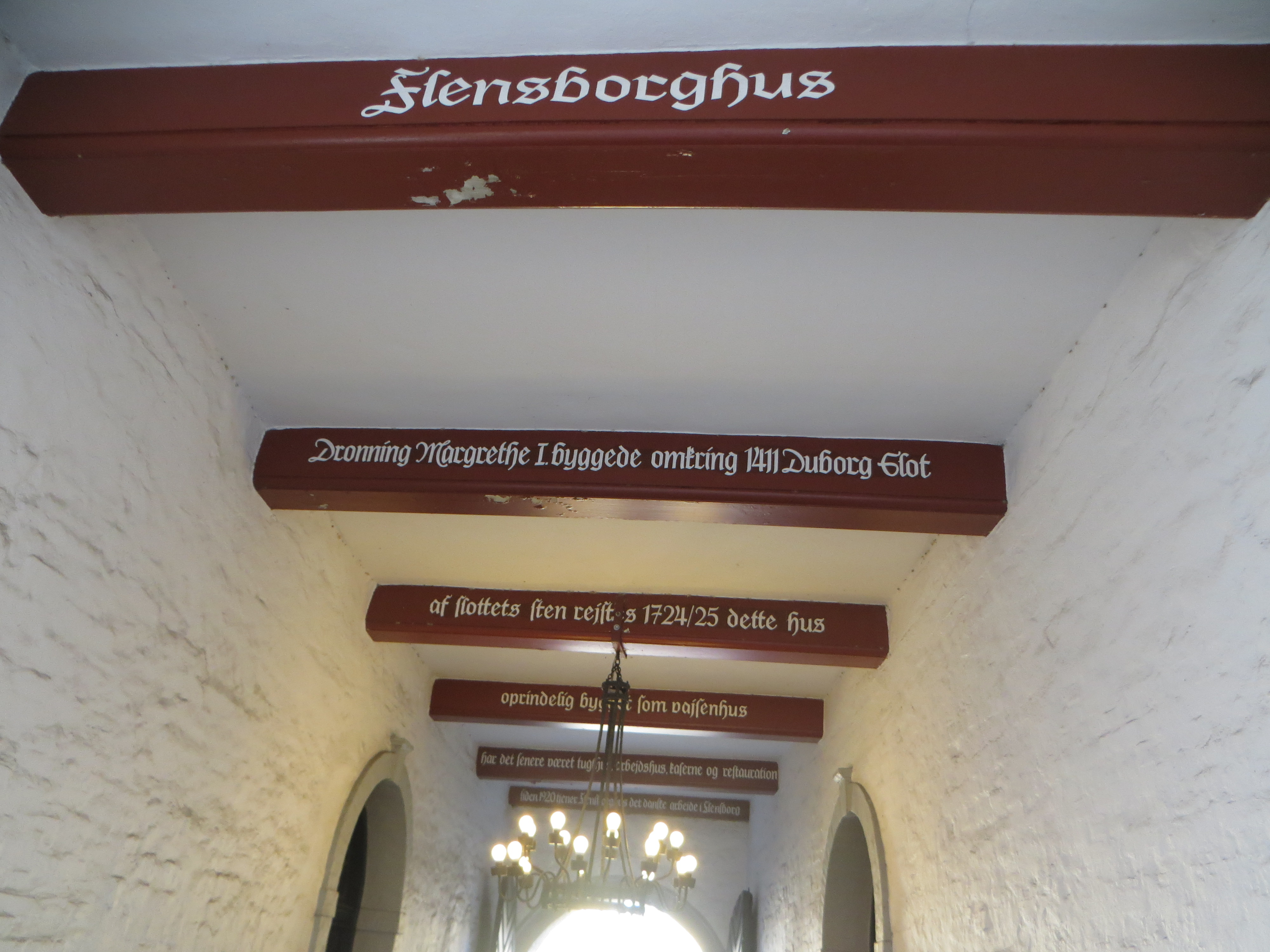
Neu eingefügte Balkenbeschriftungen mit Gedenkworten zum Bau der Duburg und dem Bau des Gebäudes.
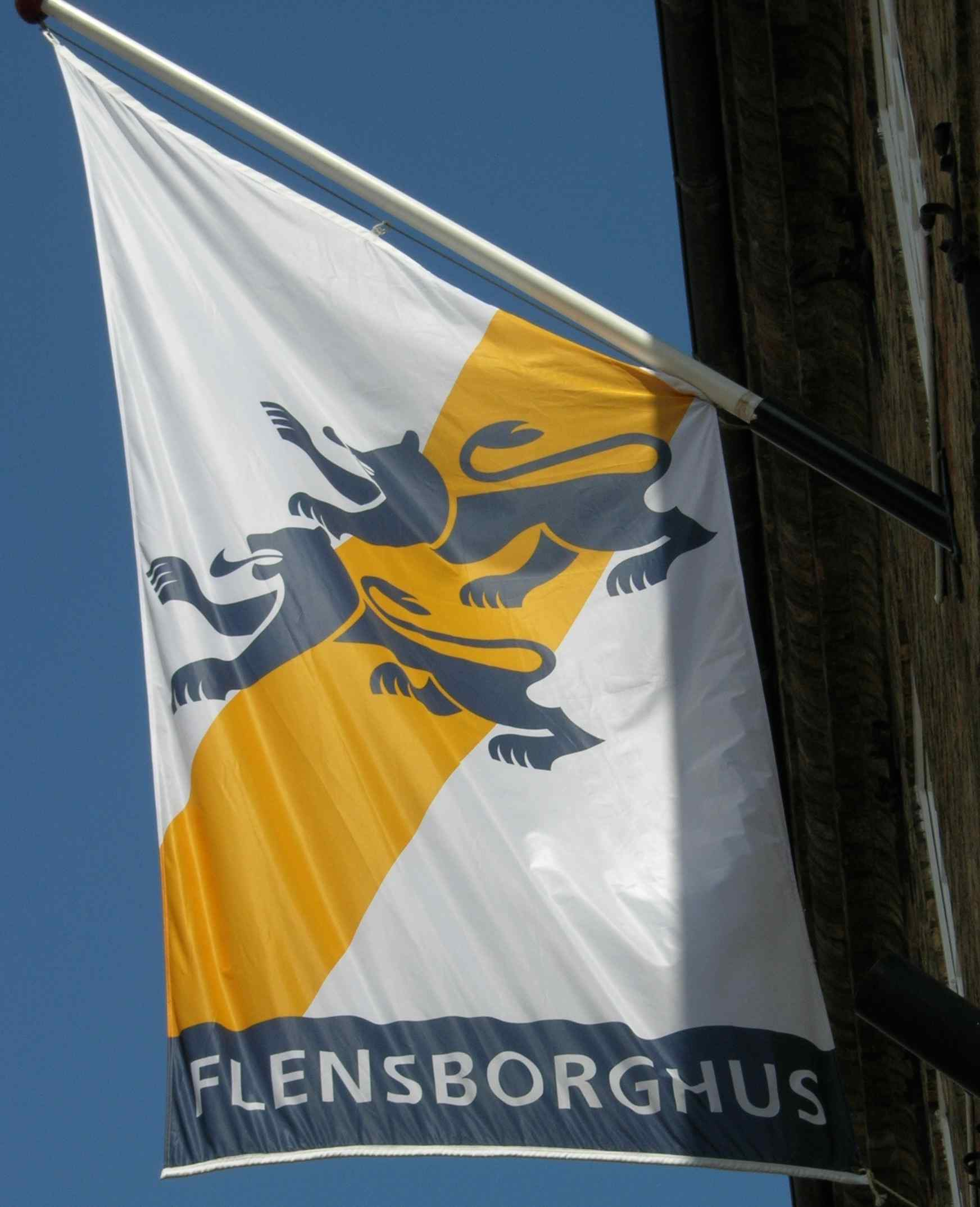
Wappen des SSF mit dem Schriftzug Flensborghus